# 아리크 에어의 운항 노선
아리크 에어는 다음과 같은 노선을 운항하고 있다.

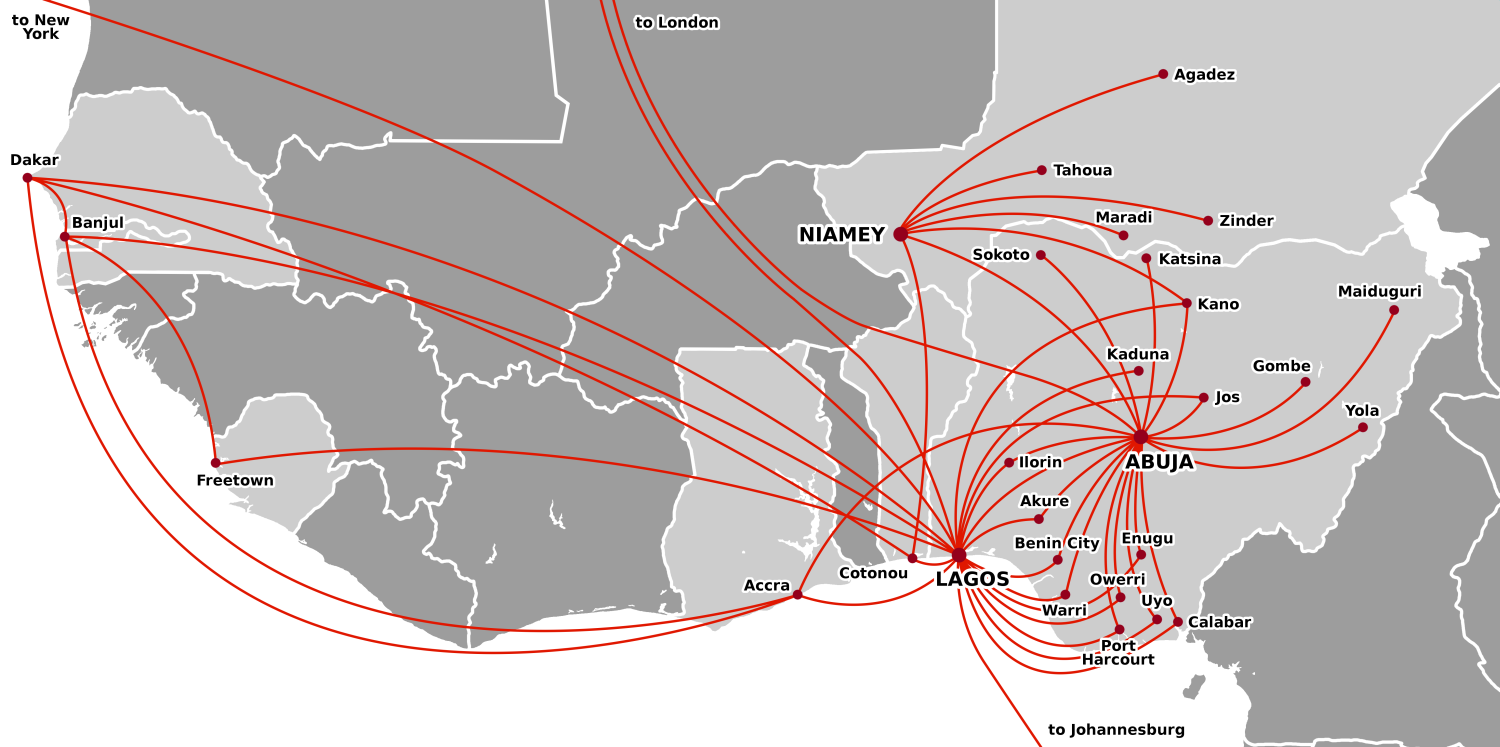
아리크 에어의 운항 노선

## 운항 노선

### 아프리카

#### 서아프리카
- 가나
  - 아크라 - 코토카 국제공항 제2 허브
- 가봉
  - 리브르빌 - 레온 뭄바 국제공항
- 감비아
  - 반줄 - 반줄 국제공항
- 나이지리아
  - 라고스 - 무르탈라 모하메드 국제공항 허브
  - 곰베 - 곰베 라와티 국제공항
  - 마이두구리 - 마이두구리 국제공항
  - 소코토 - 사디크 아브바카 3세 국제공항
  - 아부자 - 은남디 아지키웨 국제공항 허브
  - 아사바 - 아사바 국제공항
  - 에누구 - 알카누 이반 국제공항
  - 일로린 - 일로린 국제공항
  - 카노 - 말람 아미누 카노 국제공항
  - 카두나 - 카두나 국제공항
  - 칼라바르 - 마가렛 에코보 국제공항
  - 포트하커트 - 포트하커트 국제공항
  - 베닌 시티 - 베닌 공항
  - 오웨리 - 이모 공항
  - 와리 - 와리 공항
  - 요라 - 요라 공항
  - 우야오 - 아콰이봄 공항
  - 조스 - 야쿠부 고원 공항
  - 카치나 - 카치나 공항
- 라이베리아
  - 몬로비아 - 로바트 국제공항
- 베냉
  - 코토누 - 카제훈 공항
- 세네갈
  - 다카르 - 레오폴 세다르 상고르 국제공항
- 시에라리온
  - 프리타운 - 룽기 국제공항
- 카메룬
  - 두알라 - 두알라 국제공항
- 코트디부아르
  - 아비장 - 포르부에 국제공항

#### 남아프리카
- 앙골라
  - 루안다 - 루안다 콰트루 드 페베레이루 공항

## 단항 노선

### 아시아

#### 서남아시아
- 아랍에미리트
  - 아부다비 - 아부다비 국제공항[2]
  - 두바이 - 두바이 국제공항

### 아프리카

#### 서아프리카
- 말리
  - 바마코 - 세누 국제공항
- 부르키나파소
  - 와가두구 – 와가두구 공항

#### 남아프리카
- 남아프리카 공화국
  - 요하네스버그 - OR 탐보 국제공항

### 유럽

#### 서유럽
- 영국
  - 런던 - 런던 히드로 국제공항

### 아메리카

#### 북아메리카
- 미국
  - 뉴욕 - 존 F. 케네디 국제공항